# Famille Chasles
Pour les articles homonymes, voir Chasles.
La famille Chasles est une famille française originaire de Sours, en Eure-et-Loir, dont plusieurs membres occupèrent des fonctions politiques (maire, conseiller général, député) et sociales (homme de lettres, philologue, mathématicien) notables.

## Liens de filiation entre les personnalités notoires
- Michel Chasles (1722-1812), maitre menuisier et marchand de bois à Chartres.
  - Pierre Jacques Michel Chasles (1753-1826), député d'Eure-et-Loir montagnard (1792-1795).
    - Philarète Chasles (1798-1873), homme de lettres, professeur de littérature étrangère au Collège de France.
      - Émile Chasles (1827-1908), inspecteur général de l'université, philologue.

  - Charles Henry Chasles (1772-1853), marchand de bois, président de la chambre de commerce de Chartres, conseiller général du canton de Chartres-Sud.
    - Michel Chasles (1793-1880), mathématicien, membre de l'Académie des sciences.
    - Adelphe Chasles (1795-1868), notaire à Paris, maire de Chartres (1830-1848) et député d'Eure-et-Loir (1831-1848).